# Abraham Kuyperlaan

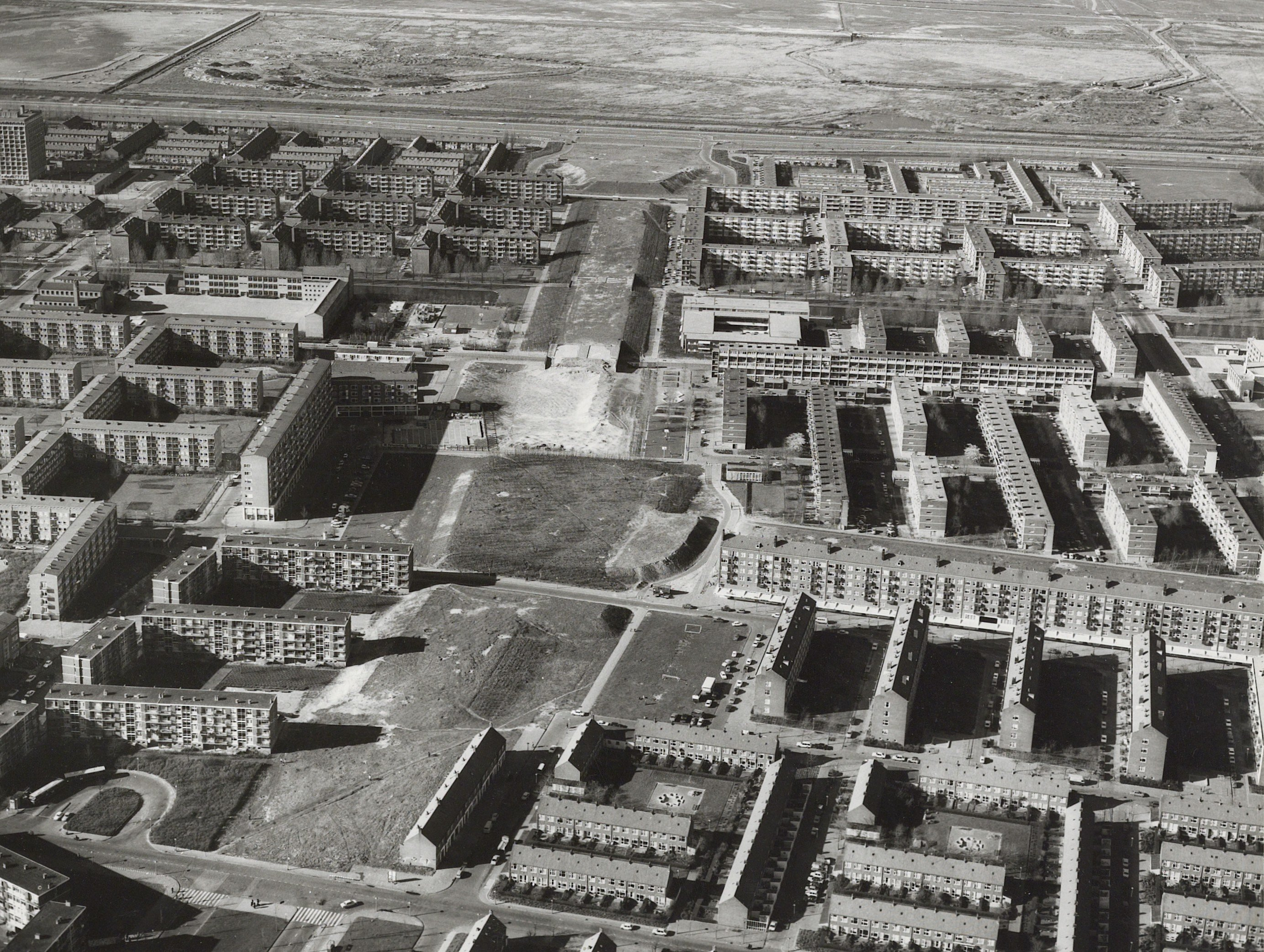
Het talud van de Abraham Kuyperlaan gezien naar de Haarlemmerweg in 1972

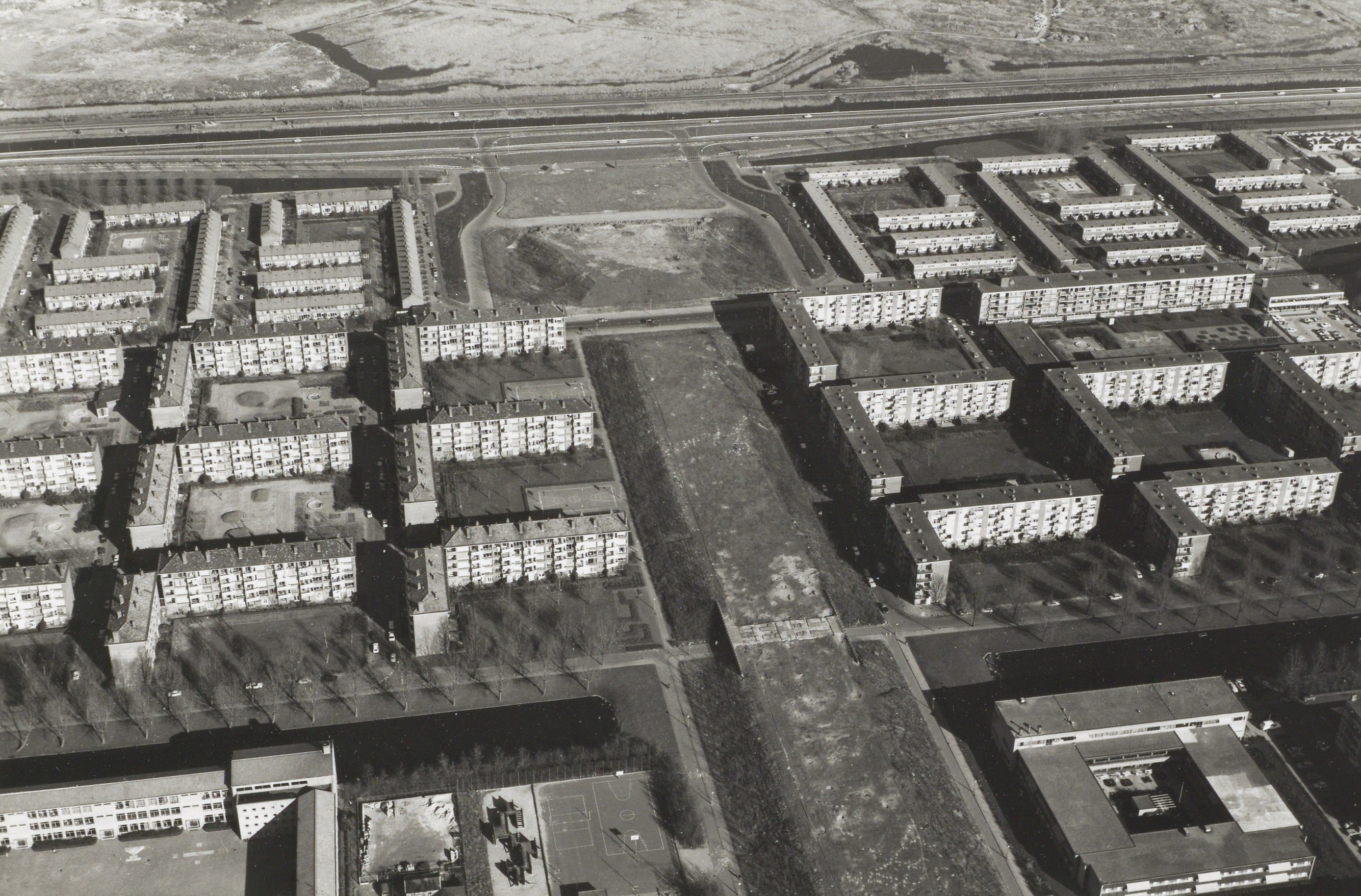
Brug 645

De Abraham Kuyperlaan was een straat in de Amsterdamse wijk Geuzenveld.
De straat zou worden aangelegd als deel van een grotendeels ongelijkvloerse "stadsautoweg" die de Haarlemmerweg via de Abraham Kuyperlaan, Troelstralaan en Geer Ban zou verbinden met de Haagseweg. Het dijklichaam werd in de jaren zestig aangelegd en begin jaren zestig ook twee van de in totaal zes benodigde  viaducten, namelijk die over de Albardagracht en Brug 646 over de Sam van Houtenstraat, maar deze lagen er tot de eerste helft van de jaren tachtig ongebruikt en verlaten bij en werden gebruikt door kinderen als speelplaats of in de winter voor sleetje rijden vanaf het dijklichaam.
Nadat er een viaduct over de Haarlemmerweg en de spoorlijn naar Haarlem was gebouwd voor de Australiëhavenweg en er zo een verbinding met het Westelijk Havengebied tot stand was gekomen besloot men de weg toch te voltooien en werd in 1982 begonnen met de bouw van de nog ontbrekende viaducten over de Ruijs de Beerenbrouckstraat en de Jan van Duivenvoordestraat (Brug 647) en werden de bosschages verwijderd. In 1984 werd het ongelijkvloerse tracé dan toch eindelijk in gebruik genomen. Er verschenen geluidsschermen langs de straat tegen overlast voor de bewoners van de portiekflats langs de straat.
De straat kwam uit op het Lambertus Zijlplein alwaar om de eindlus van tramlijn 13 werd gereden naar de Burgemeester Röellstraat. De passagiers van de tram konden daardoor niet meer rechtstreeks de tram vanaf het Lambertus Zijlplein met de trap bereiken maar moesten voortaan omlopen via trappen tussen het viaduct over de Jan van Duivenvoordestraat of het Watergeuspad. De aansluiting op de Troelstralaan is nooit tot stand gekomen en ook het viaduct over de Nicolaas Ruychaverstraat (Brug 649) is nooit gebouwd. Het dijklichaam werd afgegraven en het beoogde tracé werd bebouwd met woningen. Plannen om tramlijn 13 via de straat te verlengen naar het geplande maar nooit gebouwde station Amsterdam Geuzenveld zijn nooit uitgevoerd evenals de aanleg van een remiseroute vanuit Osdorp via de Troelstralaan naar een geplande, maar nooit gebouwde, remise aan de Noordzeeweg.
Nog geen tien jaar later waren er alweer plannen om de weg buiten gebruik te stellen en het dijklichaam af te graven om plaats te maken voor woningbouw. De straat werd rond 1996 voor het verkeer buiten gebruik gesteld, het dijklichaam werd afgegraven en de viaducten werden gesloopt waarbij het opmerkelijk was dat de viaducten over de Ruijs de Beerenbrouckstraat (Brug 644) en over de Jan van Duivenvoordestraat nauwelijks twaalf jaar hebben gefunctioneerd. De reden van afgraving was dat men in Geuzenveld verlost wilde zijn van het obstakel van de hoog gelegen weg die de wijk in tweeën deelde en er zo extra ruimte voor woningbouw kwam. Ook de tramstandplaats op het Lambertus Zijlplein en de sporen op het Geuzenveldse deel van de Burgemeester Röellstraat werden omlaag gebracht en verlegd. Dit alles kreeg de projectnaam Geuzenbaan. In 2001 kwam het werk gereed.
De Abraham Kuijperlaan verdween als straatnaam en op de plaats van de straat kwam naast woningbouw het Kruisherenpad. Op het voormalige talud van de aansluiting op de Haarlemmerweg werden woningen en een school gebouwd en verschenen als nieuwe straten de Abraham Kuijperstraat en het Abraham Kuijperplein. Eind 2010 was er over de gehele lengte van de voormalige Abraham Kuyperlaan, van het Lambertus Zijlplein tot aan de Haarlemmerweg, bebouwing gerealiseerd.
De straat was vernoemd naar de politicus Abraham Kuyper.